# Trachymene
Trachymene is een geslacht uit de klimopfamilie (Araliaceae). De soorten komen voor van Maleisië tot in het zuidwestelijke deel van het Pacifisch gebied.

## Soorten
- Trachymene acerifolia C.Norman
- Trachymene acrotricha Buwalda
- Trachymene adenodes Buwalda
- Trachymene anisocarpa (Turcz.) B.L.Burtt
- Trachymene arfakensis (Gibbs) Buwalda
- Trachymene bialata (Domin) B.L.Burtt
- Trachymene bivestita (Domin) L.A.S.Johnson
- Trachymene celebica Hemsl.
- Trachymene ceratocarpa (W.Fitzg.) Keighery & Rye
- Trachymene clivicola Boyland & A.E.Holland
- Trachymene coerulea Graham
- Trachymene composita (Domin) B.L.Burtt
- Trachymene croniniana (F.Muell.) F.Muell.
- Trachymene cussonii (Montrouz.) B.L.Burtt
- Trachymene cyanantha Boyland
- Trachymene cyanopetala (F.Muell.) Benth.
- Trachymene dendrothrix Maconochie
- Trachymene didiscoides (F.Muell.) B.L.Burtt
- Trachymene dusenii (Domin) B.L.Burtt
- Trachymene elachocarpa (F.Muell.) B.L.Burtt
- Trachymene erodioides Buwalda
- Trachymene flabellifolia Buwalda
- Trachymene geraniifolia F.M.Bailey
- Trachymene gilleniae (Tate) B.L.Burtt
- Trachymene glandulosa (F.Muell.) Benth.
- Trachymene glaucifolia (F.Muell.) Benth.
- Trachymene grandis (Turcz.) Rye
- Trachymene hookeri (Domin) A.E.Holland
- Trachymene humilis (Hook.f.) Benth.
- Trachymene incisa Rudge
- Trachymene inflata Maconochie
- Trachymene koebrensis (Gibbs) Buwalda
- Trachymene leptophylla J.M.Hart
- Trachymene longipedunculata Maconochie
- Trachymene microcephala (Domin) B.L.Burtt
- Trachymene montana A.E.Holland
- Trachymene moorei M.Hiroe
- Trachymene novoguineensis (Domin) Buwalda
- Trachymene ochracea L.A.S.Johnson
- Trachymene oleracea (Domin) B.L.Burtt
- Trachymene ornata (Endl.) Druce
- Trachymene papillosa Buwalda
- Trachymene pavimentum M.D.Barrett & R.L.Barrett
- Trachymene pilbarensis Rye
- Trachymene pilosa Sm.
- Trachymene procumbens (F.Muell.) Benth.
- Trachymene psammophila Maconochie
- Trachymene pulvilliforma Buwalda
- Trachymene pyrophila Rye
- Trachymene rigida Buwalda
- Trachymene rosulans (Danser) Buwalda
- Trachymene rotundifolia (Benth.) Maconochie
- Trachymene sarasinorum (Warb. ex H.Wolff) Buwalda
- Trachymene scapigera (Domin) B.L.Burtt
- Trachymene tenuifolia (Domin) B.L.Burtt
- Trachymene thysanocarpa J.M.Hart
- Trachymene tripartita Hoogland
- Trachymene umbratica J.M.Hart
- Trachymene villosa (F.Muell.) Benth.